# Asplanchna priodonta
Asplanchna priodonta este un rotifer din familia Asplanchnidae. Este o specie planctonică care trăiește în lacuri cu apă dulce și sporadic în apă salmastră din toate regiunile globului, inclusiv în România și Republica Moldova. Femelele măsoară 250-1500 μm și masculii 200-500 μm. Specia este neloricată, iar forma ei variază de la sacciformă la alungită. Picioarele și degetele sunt reduse. Trofii sunt de tip incudat, care se caracterizează prin rami foarte mari, în formă de clește și manubrii și unci parțial reduse. Speciile se deosebesc prin forma germovitelariului și prin detalii ale trofilor. Are o ciclomorfoză sezonieră, adică forma corpului se modifică cu anotimpurile, astfel încât forma de vară este mult mai alungită decât formă sacciformă de primăvară și de toamnă. Este o specie vivipară cu reproducere heterogamică. Din ouă se dezvoltă femele mictice și amictice. În plus, se pot dezvoltă un al treilea tip de femele, numite femele amfoterice, care sunt capabile să producă ouă diploide din care iau naștere femele partenogenetice și ouă haploide din care iau naștere masculi mici. Se hrănește  cu alge, protozoare ciliate și alte rotifere.